# Japan Open Tennis Championships 2002 - Qualificazioni singolare maschile
Le qualificazioni del singolare maschile del Japan Open Tennis Championships 2002 sono state un torneo di tennis preliminare per accedere alla fase finale della manifestazione. I vincitori dell'ultimo turno sono entrati di diritto nel tabellone principale. In caso di ritiro di uno o più giocatori aventi diritto a questi sono subentrati i lucky loser, ossia i giocatori che hanno perso nell'ultimo turno ma che avevano una classifica più alta rispetto agli altri partecipanti che avevano comunque perso nel turno finale.
Le qualificazioni del torneo Japan Open Tennis Championships  2002 prevedevano 28 partecipanti di cui 7 sono entrati nel tabellone principale.

## Teste di serie
1. Magnus Larsson (Qualificato)
2. Danai Udomchoke (ultimo turno)
3. Magnus Norman (Qualificato)
4. Jaymon Crabb (Qualificato)
5. Maximilian Abel (Qualificato)
6. Doug Bohaboy (Qualificato)
7. Thomas Blake (Qualificato)

1. Luis Morejon (ultimo turno)
2. Satoshi Iwabuchi (ultimo turno)
3. Todd Reid (ultimo turno)
4. Petr Luxa (Qualificato)
5. Frank Moser (primo turno)
6. Gō Soeda (primo turno)
7. Jun Kato (primo turno)

## Qualificati
1. Magnus Larsson
2. Petr Luxa
3. Magnus Norman
4. Jaymon Crabb

1. Maximilian Abel
2. Doug Bohaboy
3. Thomas Blake

## Tabellone

### Legenda
| - Q = Qualificato - WC = Wild card - LL = Lucky loser | - ALT = Alternate - SE = Special Exempt - PR = Protected Ranking | - w/o = Walkover - r = Ritirato - d = Squalificato |

### Sezione 1
|  | Primo turno | Primo turno    | Primo turno    | Primo turno | Primo turno |  |  | Ultimo turno | Ultimo turno   | Ultimo turno   | Ultimo turno | Ultimo turno |  |
|  |             |                |                |             |             |  |  |              |                |                |              |              |  |
|  | 1           | Magnus Larsson | Magnus Larsson | 6           | 7           |  |  |              |                |                |              |              |  |
|  |             | Nick Rainey    | Nick Rainey    | 4           | 6(1)        |  |  | 1            | Magnus Larsson | Magnus Larsson | 6            | 7            |  |
|  | 8           | Luis Morejon   | Luis Morejon   | 6           | 6           |  |  | 8            | Luis Morejon   | Luis Morejon   | 3            | 5            |  |
|  |             | Tetsuya Chaen  | Tetsuya Chaen  | 3           | 1           |  |  |              |                |                |              |              |  |

### Sezione 2
|  | Primo turno | Primo turno     | Primo turno     | Primo turno | Primo turno |  |  | Ultimo turno | Ultimo turno    | Ultimo turno    | Ultimo turno | Ultimo turno |  |
|  |             |                 |                 |             |             |  |  |              |                 |                 |              |              |  |
|  | 2           | Danai Udomchoke | Danai Udomchoke | 6           | 6           |  |  |              |                 |                 |              |              |  |
|  |             | Naoki Arimoto   | Naoki Arimoto   | 3           | 1           |  |  | 2            | Danai Udomchoke | Danai Udomchoke | 4            | 2r           |  |
|  | 11          | Petr Luxa       | Petr Luxa       | 6           | 6           |  |  | 11           | Petr Luxa       | Petr Luxa       | 6            | 4            |  |
|  |             | Toshiharu Kato  | Toshiharu Kato  | 0           | 2           |  |  |              |                 |                 |              |              |  |

### Sezione 3
|  | Primo turno | Primo turno    | Primo turno    | Primo turno | Primo turno |  |  | Ultimo turno | Ultimo turno  | Ultimo turno  | Ultimo turno | Ultimo turno |  |
|  |             |                |                |             |             |  |  |              |               |               |              |              |  |
|  | 3           | Magnus Norman  | Magnus Norman  | 7           | 7           |  |  |              |               |               |              |              |  |
|  |             | Thomas Shimada | Thomas Shimada | 64          | 64          |  |  | 3            | Magnus Norman | Magnus Norman | 6            | 6            |  |
|  |             | Frank Moser    | 2              | 6           | 6           |  |  |              | Frank Moser   | Frank Moser   | 4            | 1            |  |
|  | 12          | Tasuku Iwami   | 6              | 1           | 2           |  |  |              |               |               |              |              |  |

### Sezione 4
|  | Primo turno | Primo turno          | Primo turno       | Primo turno | Primo turno |  |  | Ultimo turno | Ultimo turno | Ultimo turno | Ultimo turno | Ultimo turno |  |
|  |             |                      |                   |             |             |  |  |              |              |              |              |              |  |
|  | 4           | Jaymon Crabb         | 6                 | 2           | 7           |  |  |              |              |              |              |              |  |
|  |             | Jean-Claude Scherrer | 1                 | 6           | 5           |  |  | 4            | Jaymon Crabb | 2            | 6            | 6            |  |
|  | 10          | Todd Reid            | Todd Reid         | 6           | 7           |  |  | 10           | Todd Reid    | 6            | 3            | 4            |  |
|  |             | Masahide Sakamoto    | Masahide Sakamoto | 3           | 63          |  |  |              |              |              |              |              |  |

### Sezione 5
|  | Primo turno | Primo turno         | Primo turno         | Primo turno | Primo turno |  |  | Ultimo turno | Ultimo turno    | Ultimo turno    | Ultimo turno | Ultimo turno |  |
|  |             |                     |                     |             |             |  |  |              |                 |                 |              |              |  |
|  | 5           | Maximilian Abel     | Maximilian Abel     | 7           | 6           |  |  |              |                 |                 |              |              |  |
|  |             | Glenn Weiner        | Glenn Weiner        | 64          | 4           |  |  | 5            | Maximilian Abel | Maximilian Abel | 6            | 6            |  |
|  |             | Jun Kato            | Jun Kato            | 7           | 6           |  |  |              | Jun Kato        | Jun Kato        | 3            | 4            |  |
|  | 14          | Mashiska Washington | Mashiska Washington | 5           | 2           |  |  |              |                 |                 |              |              |  |

### Sezione 6
|  | Primo turno | Primo turno     | Primo turno     | Primo turno | Primo turno |  |  | Ultimo turno | Ultimo turno | Ultimo turno | Ultimo turno | Ultimo turno |  |
|  |             |                 |                 |             |             |  |  |              |              |              |              |              |  |
|  | 6           | Doug Bohaboy    | Doug Bohaboy    | 7           | 6           |  |  |              |              |              |              |              |  |
|  |             | Katsushi Fukuda | Katsushi Fukuda | 5           | 3           |  |  | 6            | Doug Bohaboy | Doug Bohaboy | 6            | 6            |  |
|  |             | Gō Soeda        | Gō Soeda        | 6           | 6           |  |  |              | Gō Soeda     | Gō Soeda     | 4            | 4            |  |
|  | 13          | Dušan Vemić     | Dušan Vemić     | 2           | 4           |  |  |              |              |              |              |              |  |

### Sezione 7
|  | Primo turno | Primo turno      | Primo turno      | Primo turno | Primo turno |  |  | Ultimo turno | Ultimo turno     | Ultimo turno     | Ultimo turno | Ultimo turno |  |
|  |             |                  |                  |             |             |  |  |              |                  |                  |              |              |  |
|  | 7           | Thomas Blake     | 3                | 7           | 6           |  |  |              |                  |                  |              |              |  |
|  |             | Jim Thomas       | 6                | 5           | 1           |  |  | 7            | Thomas Blake     | Thomas Blake     | 7            | 6            |  |
|  | 9           | Satoshi Iwabuchi | Satoshi Iwabuchi | 6           | 6           |  |  | 9            | Satoshi Iwabuchi | Satoshi Iwabuchi | 62           | 4            |  |
|  |             | Toshihide Matsui | Toshihide Matsui | 1           | 2           |  |  |              |                  |                  |              |              |  |